# Serguei (compacto simples)
Serguei é o quarto LP do roqueiro brasileiro Serguei. Foi lançado como compacto simples pela gravadora Popsteel em 1975.
Uma curiosidade é que a capa deste álbum é bastante similar com a da coletânea Psicodélico 1966-1975, de 2013.

## Faixas
| Lado A |                         |                                              |         |  |
| N.º    | Título                  | Compositor(es)                               | Duração |  |
| 1.     | "Pegue Zé (Rock Rural)" | Juracy Gonçalves, Ney Ayran, Newton Brancião | 2:22    |  |

| Lado B         |                |                  |         |  |
| N.º            | Título         | Compositor(es)   | Duração |  |
| 2.             | "De Sol a Sol" | Juanuário Moraes | 2:30    |  |
| Duração total: | Duração total: | Duração total:   | 4:52    |  |